# Abu Jusuf I
Abu Jakub Jusuf (arab. أبو يعقوب يوسف بن عبد المؤمن = Abū Yaʿqūb Yūsuf ibn ʿAbd al-Mūʿmin, ur. 1135, zm. 1184 pod Évorą), znany także jako Jusuf I – kalif Maroka z dynastii Almohadów, syn kalifa Abd al-Mumina.

## Życiorys
Rozpoczął swoje panowanie w 1163 roku. W 1170 roku najechał Półwysep Iberyjski, zajmując Andaluzję i pustosząc Walencję i Katalonię. Osiadł w Sewilli w 1171, ustanawiając ją stolicą swojego imperium. Nakazał tam budowę mostów i nadbrzeża na rzece Gwadalkiwir. Jemu zawdzięcza się również budowę akweduktu, obydwu twierdz oraz projekt meczetu, most Barcas, Patio del Yeso w Alcázarze (fortecy), pałace Buhaira, jak również odbudowę los Caños de Carmona. Wzmocnił też mury miejskie i odbudował fortecę w Alcalá de Guadaíra.
Został pokonany przez Ferdynanda II z Leonu w bitwie pod Santarém w Portugalii 30 lipca 1184 roku. Zmarł wkrótce w pobliżu Évory od ran odniesionych w tej bitwie.

## Literatura
- Ulrich Haarmann: Geschichte der Arabischen Welt. Herausgegeben von Heinz Halm. 4. überarbeitete und erweiterte Auflage. C. H. Beck, München 2001, ISBN 3-406-47486-1, (Beck's historische Bibliothek).
- Stephan Ronart, Nandy Ronart: Lexikon der Arabischen Welt. Ein historisch-politisches Nachschlagewerk. Artemis Verlag, Zürich u. a. 1972, ISBN 3-7608-0138-2.